# Биги-Пойка
Биги-Пойка (нидер. Bigi Poika, кариб. Akarani) — коммуна и деревня в округе Пара в Суринаме. Деревня расположена между реками Кузевейне и Сарамакка, и населена карибами. Биги-Пойка расположена к югу от столицы Суринама, города Парамарибо. Она расположена в саванне. Есть небольшие леса, но нет привычных тропических дождевых лесов. Деревня находится рядом с ручьем Пойка, который затем стекает в реку Сарамакка.
Деревней до сих пор управляют по-традиционному. Сейчас, вождём является Иванилдо Иэйонакаме (нидер. Ivanildo Iejoenakame).

## История
Очень долгое время, жители Биги-Пойка оставались изолированными от других народностей Суринама. После завершения строительства трассы Восток-Запад в 1960-х, местные наконец-то смогли ознакомиться с остальными народностями и обычаями.
Во время партизанской войны между «коммандо джунглей» под руководством Ронни Брюнсвийка и национальной армией под руководством президента Дези Баутерсе, на территории региона, где находится Биги-Пойка, существовали и были активны группы партизан. Местные коренные жители основали движение тукаянских амазонцев, которое вооружалось Бутерсе. Ополченцы-индейцы отрезали южную часть трассы Восток-Запад от остальной дороги и провозгласили всю глубь страны независимым индейским государством. Их командир, Томас Сабайо, расположил штаб-квартиру движения в одном из учительских домов в Биги-Пойка, в 1989 году. Эти решения со стороны оппозиции были восприняты местным населением по-разному, но вскоре тираническое правление Сабайо было окончено.
После подписания мирных договоров в 1990-х, ситуация снова нормализовалась. 8 августа 1992 года, было подписано мирное соглашение между воюющими партиями, а солдаты движения покинули Биги-Пойка в сентябре 1992 года. Томас Сабайо вскоре появился в мире наркотиков, и осел в Канаде.
Также, в деревне присутствовала британский социальный антрополог Лесли Форрест. Она осталась в деревне, ведя наблюдение за местными жителями больше года. В 1987 году она написала по полученной информации диссертацию, которая дала ей звание доктора наук в Лондонской экономической школе.

## Инфраструктура
Во время партизанской войны, много инфраструктуры в деревнях коренных жителей и маронов было уничтожено.
Множество общественных и волонтёрских организаций было активно в Биги-Пойка. Особая программа была проведена с 1998 по 2000 годы под руководством Рейниера Артиста, дабы восстановить всю инфраструктуру — водопроводы, электричество и здравоохранение. Региональный министр развития, Ивонн Равелес-Ресида (нидер. Yvonne Raveles-Resida) заложила первый кирпич в местной амбулаторной клинике. Сейчас, эта амбулаторная клиника находится под контролем региональной службы здравоохранения. Тем не менее, часто эта клиника не имеет нужного оборудования и вещей, поэтому местные часто пользуются клиникой в Зандерее, в 2 часах езды от Биги-Пойка.
В отличие от большинства деревень в глуби Суринама, в Биги-Пойка нет электросети. Вместо неё присутствует генератор, который работает на дизельном топливе, он включается лишь по вечерам. Генераторная станция дает местным жителям несколько часов электричества каждый день, до 20:00 по будням и до полночи в субботу. На сегодняшний день, сеть водопроводов действует и в каждом доме присутствует кран с водой.
Город в целом состоит из ленточной застройки. Дома построены с правой и левой сторон улицы.
В городе есть младшая школа, и четыре дома, в которых живут учителя. Сейчас, учителя — местные, но в прошлом они были из города и только лишь приезжали в деревню. Рядом со школой расположена общая комната, построенная согласно традиционной модели — с открытыми боковыми стенками и покрытая стрелками тростника.
С 1990-х, в деревне есть телефонная и радиосвязь.

## Население
Согласно данным переписи населения 2012 года, в коммуне Биги-Пойка жило 525 человек. Почти все из них принадлежат к народности суринамских индейцев, хотя их процент в деревне — всего 49 %. Большая часть населения отказалась отвечать на вопрос о национальности, либо ответила «я не знаю».